# مقاطعة ميدلسكس (جامايكا)
مقاطعة ميدلسكس هي محور المقاطعات التاريخية الثلاث التي تنقسم إليها جامايكا. ولا يوجد لها أي أهمية إدارية في الوقت الحالي، وهي تغطي ما يعادل 5,041.9 كيلومتر مربع ويبلغ عدد سكانها 1,183,361 نسمة (حوالي 45% من مساحة الجزر وعدد سكان) مما يجعلها أكبر مساحة وعدد سكان في المقاطعات الثلاث. وتشمل المدينة الإسبانية، عاصمة الجزيرة الأصلية.